# Paestum

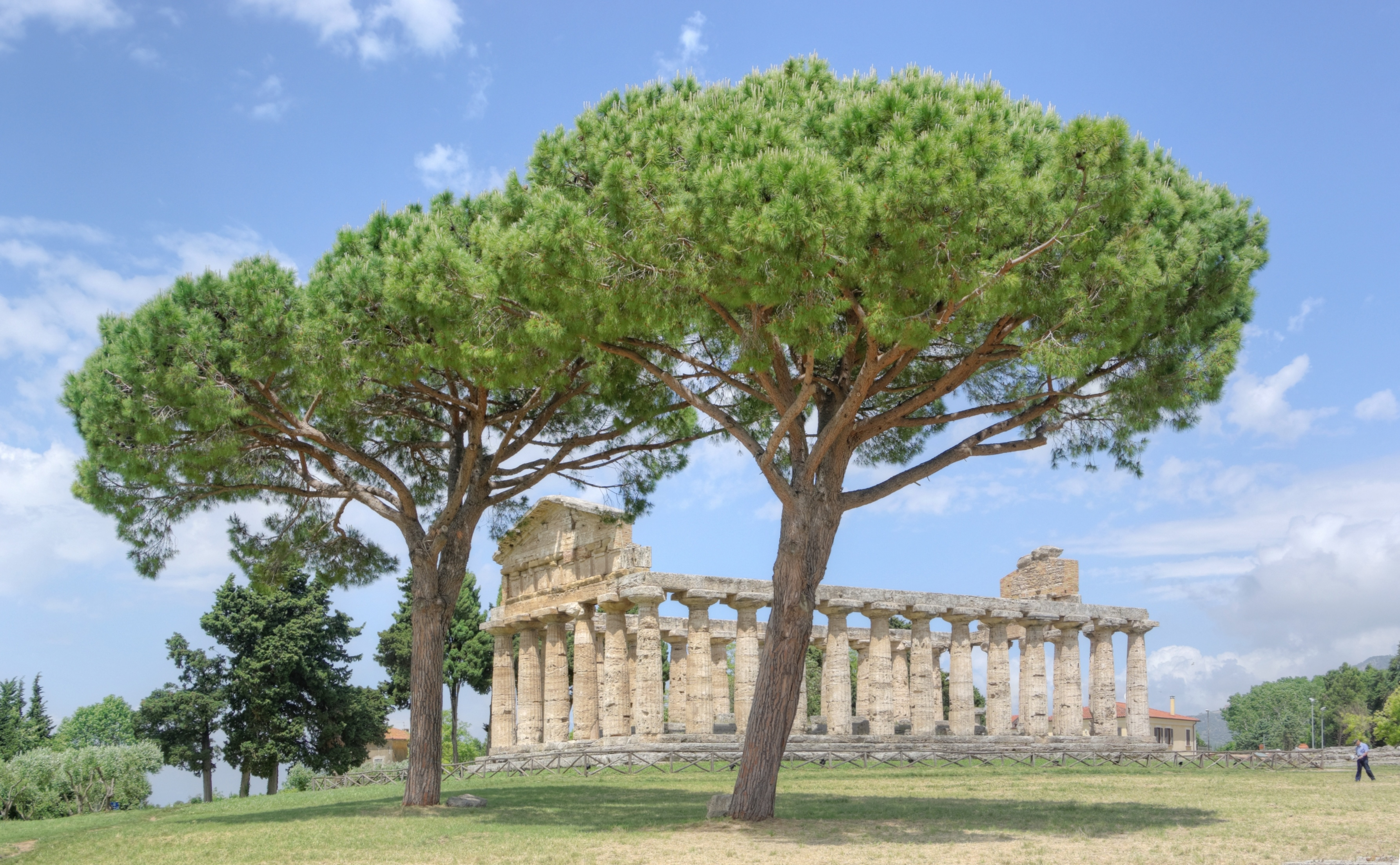
Templo de Atenea, antes conocido como templo de Ceres.

Paestum (antigua ciudad magnogriega de Poseidonia o Posidonia) es el nombre romano clásico de una importante ciudad grecorromana en la región italiana de Campania. Está situada al sureste en la provincia de Salerno, a 40 km al sur de la capital provincial y 92 de Nápoles. Es uno de los barrios del municipio de Capaccio-Paestum. El sitio arqueológico de Paestum fue declarado Patrimonio de la Humanidad por la Unesco en 1998.

## Geografía
La ciudad está ubicada en la costa occidental de Italia, sobre el golfo de Salerno, cerca de las bocas del Sele. Se hallaba rodeada por una muralla de bloques de piedra caliza y por un foso exterior. Sus construcciones se han conservado bien, gracias a que, durante una época, estuvieron cubiertas de marismas: los templos de Posidonia se cuentan entre los mejor conservados de la civilización griega clásica. Entre ellos se destacan el Hereo o templo dórico de Hera, de mediados del siglo VI a. C. el templo dórico de Poseidón (el Neptuno de la mitología romana y dedicado en realidad a Apolo), de mediados del siglo V a. C. y el templo de Ceres (que en realidad estaba dedicado a Atenea).

## Historia

### Ciudad griega
Estaba situada a unos 9 km al sur de la desembocadura del Silarus. Fue fundada por griegos de Síbaris con el nombre de Posidonia (Poseidonia) en una fecha desconocida, probablemente a finales del siglo VII a. C. o primera mitad del siglo VI a. C. La colonia fue establecida con participación de los dorios de Trecén. Según Estrabón fue fundada en la costa y trasladada un poco al interior, pero las ruinas se hallan a sólo 1 km de la costa.
Cuando se fundó la vecina Velia, en 540 a. C., Posidonia ya existía y era una ciudad considerable, pero no se sabe nada de su historia. En 510 a. C., Síbaris fue destruida, pero sus habitantes no se establecieron en Posidonia, sino en Laos y Escidros. Su prosperidad está atestiguada por los restos (conocidos como los Templos de Paestum) y numerosas monedas que se han encontrado. El rostro del dios Poseidón aparecía en las monedas acuñadas en la ciudad.
Fue una de las primeras ciudades griegas que cayeron en manos de los lucanos (quienes modificaron su nombre como Paistom) probablemente antes del 390 a. C., cuando Laos fue asediada y ya era el principal baluarte griego de la zona. Según Aristóxeno, los habitantes no fueron expulsados, sino que recibieron un contingente de lucanos en la ciudad.
En el año 335 a. C., el rey Alejandro de Epiro (tío de Alejandro Magno), se apoderó de la ciudad que, justo cuatro años después, volvió a manos de los lucanos.
En 273 a. C. se convirtió en la colonia latina de Paestum, después de que combatiera del lado del derrotado Pirro de Epiro, en la guerra contra Roma a comienzos del siglo III a. C.

### Ciudad romana

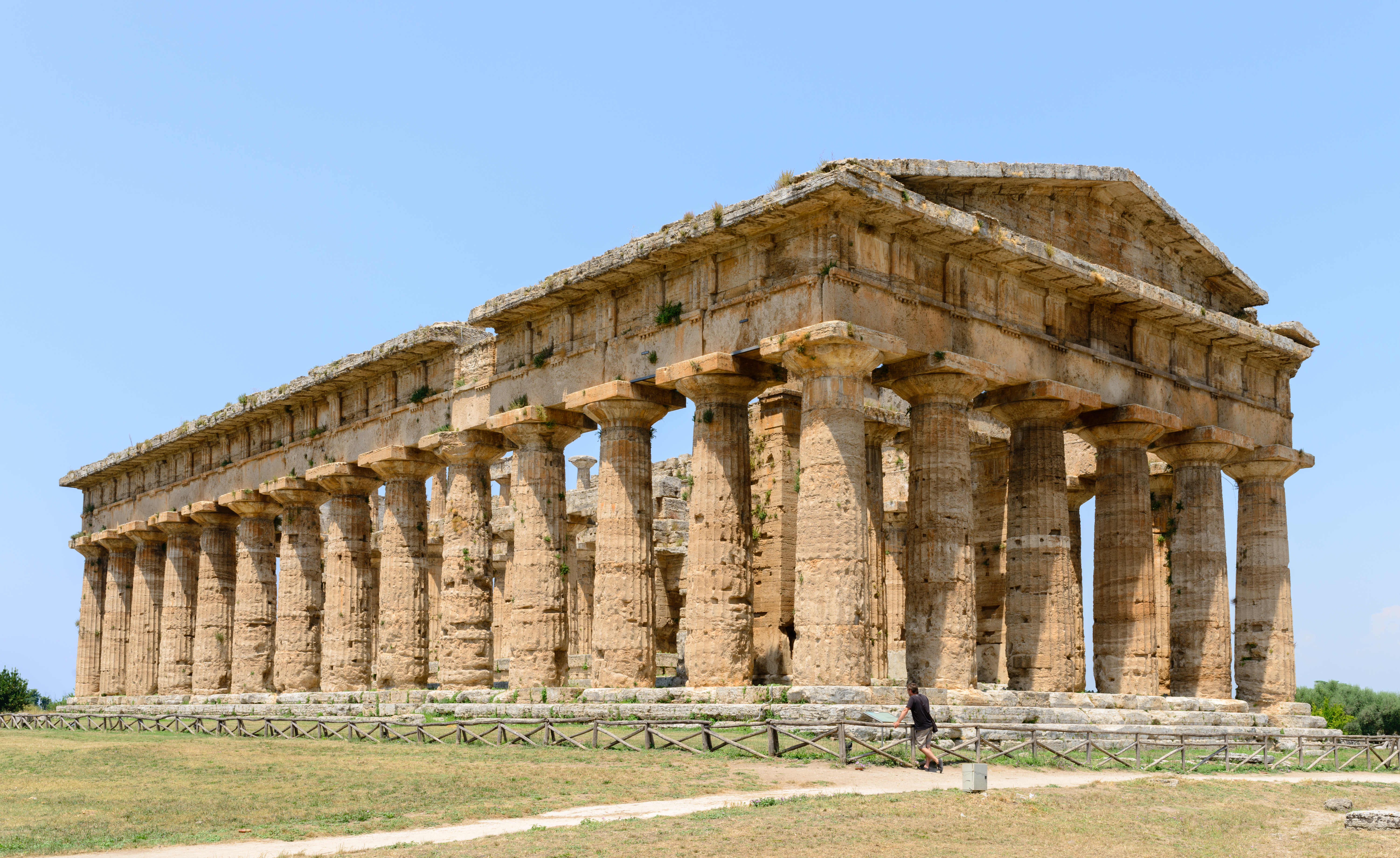
Templo de Hera II, o de Apolo, antes conocido como templo de Poseidón

Después de la partida de Pirro de Epiro, los romanos establecieron su dominio en Lucania y la ciudad quedó en su poder (273 a. C.). Para garantizar estas posesiones fue establecida inmediatamente una colonia de derecho latino, que llevó el nombre (quizás una corrupción de su nombre griego) de Paestum, que pasó a ser el prevalente.
La ciudad destacó por su lealtad a Roma durante la segunda guerra púnica, cuando justo antes de la Cannas (217 a. C.) se ofreció al Senado, en 210 a. C., cuando proveyeron de barcos a los romanos, y en 209 a. C. cuando mantuvo el suministro romano que otras colonias no cumplieron.
Fue una ciudad próspera, convirtiéndose en municipio de derecho romano en el año 89 a. C., y situándose dentro de la Regio III Lucania et Bruttii de la Italia romana. De ella hablaron Cicerón y Estrabón, entre otros autores clásicos. Durante el Imperio romano recuperó el título de colonia, según una inscripción, probablemente en tiempos de Trajano o de Adriano.

## Decadencia
La ciudad permaneció en ocupación continua durante el período del Imperio romano, pero el desbordamiento del río Salso, que bordeaba la ciudad, unido quizá a un fenómeno de bradisismo, convirtió buena parte de Paestum en una ciénaga, caldo de cultivo del paludismo. En el siglo V fue sede de un obispado. Las señales de su lento declive son evidentes e irreversibles en el curso de los siglos IV y V, cuando únicamente quedó un centro habitado concentrado en torno al antiguo Athenaion.
Tras las destrucciones llevadas a cabo por los sarracenos en el siglo IX y los normandos en el XI, el lugar fue finalmente abandonado, refugiándose sus habitantes en las colinas vecinas, donde fundaron Capaccio Vecchio (Capaccio Viejo, de "caput aquae", fuente del río) y trasladaron allí el obispado. Sus restos permanecieron ocultos por una espesa maleza durante siglos, hasta que en 1752 el rey Carlos VII (futuro Carlos III de España) ordenó construir una carretera hacia el sur (precursora de la actual autopista Statale 18) cuyo trazado atravesaba justamente la antigua ciudad, saliendo de nuevo sus restos a la luz (precisamente parte del anfiteatro yace bajo dicha carretera).
Hoy en día, las características principales del sitio son los restos de tres importantes templos de estilo dórico, fechados en la primera mitad del siglo VI a. C. Estaban dedicados a Hera, Apolo y Atenea, aunque fueron inicialmente atribuidos a Neptuno y Ceres en el siglo XVIII.

## Ruinas
Sus ruinas, muy importantes, se hallan en el lugar llamado Pesto. Fueron investigadas a mediados del siglo XVIII por Felice Gazzola y Francesco Sabatini.
La parte principal son las murallas; allí hay también tres templos dóricos (dedicados a Hera, Apolo y Atenea, que tradicionalmente se habían identificado, respectivamente, como una basílica y los templos de Neptuno (o Poseidón) y Ceres (o Deméter), y algunos otros edificios. A orilla del río Silaro (Silarus) había un templo de Juno, pero no quedan restos.
Según la leyenda, fue Jasón quien erigió el templo en honor de Hera Argiva (diosa de Argos) a unos 12 km de la ciudad.
En la parte central del complejo arqueológico quedan restos del foro romano, que se construyó en el lugar del precedente ágora griego. Al norte del foro, otros restos de un pequeño templo romano, datado alrededor del 200 a. C., dedicado a la tríada capitolina (Júpiter, Juno y Minerva).
En el Museo del yacimiento se destacan las pinturas naturalistas de la "Tumba del nadador-saltador" (480 a. C.-470 a. C.), único ejemplo de pintura griega de la Magna Grecia del período clásico que es interpretado como el paso de la vida a la muerte, lo mismo que el salto del nadador al agua.
Paestum dio nombre, antiguamente, al golfo de Salerno, que se llamó Paestanus Sinus (en griego Poseidoniates kolpos).

## Imágenes

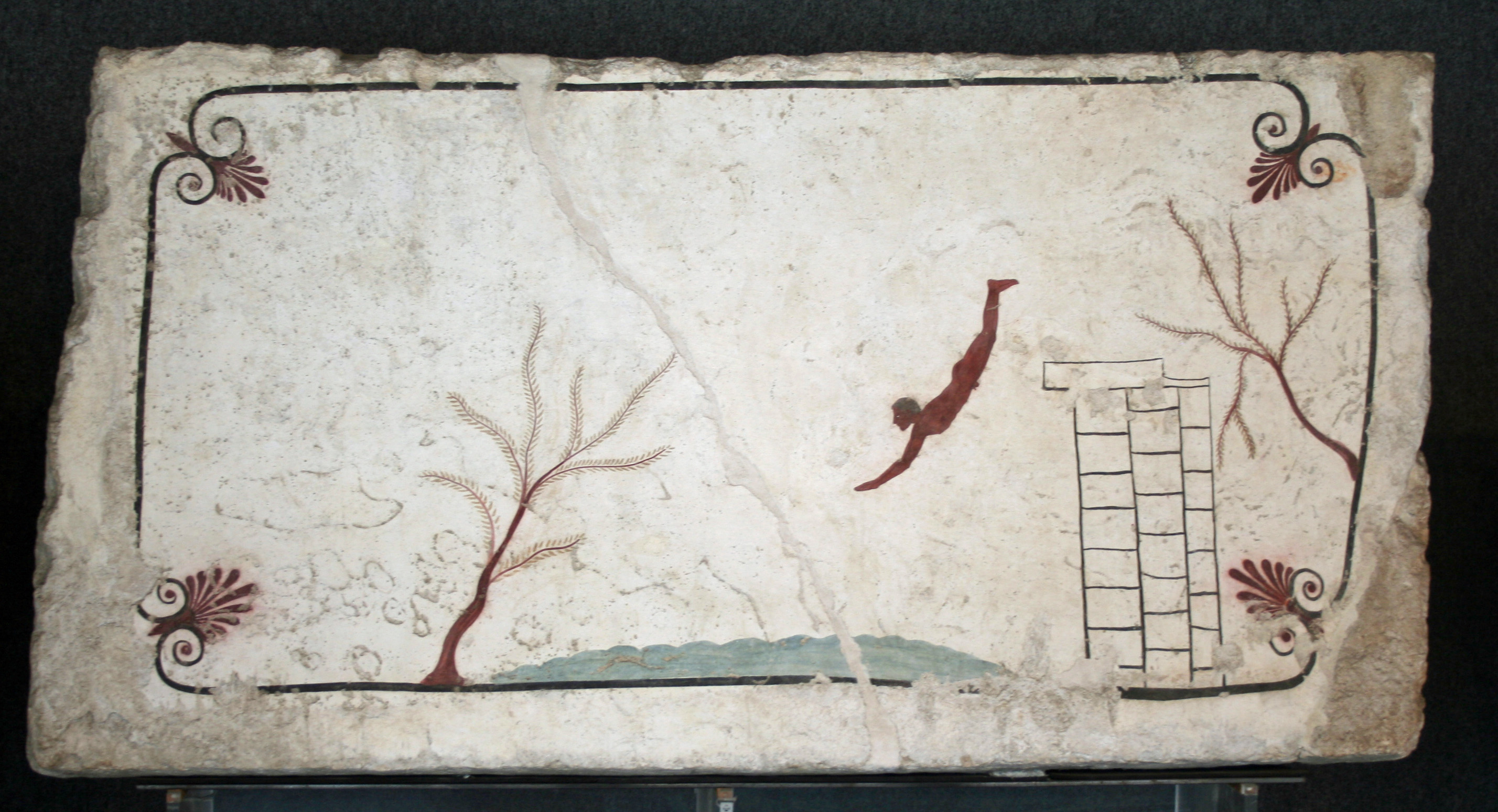
Tumba del nadador
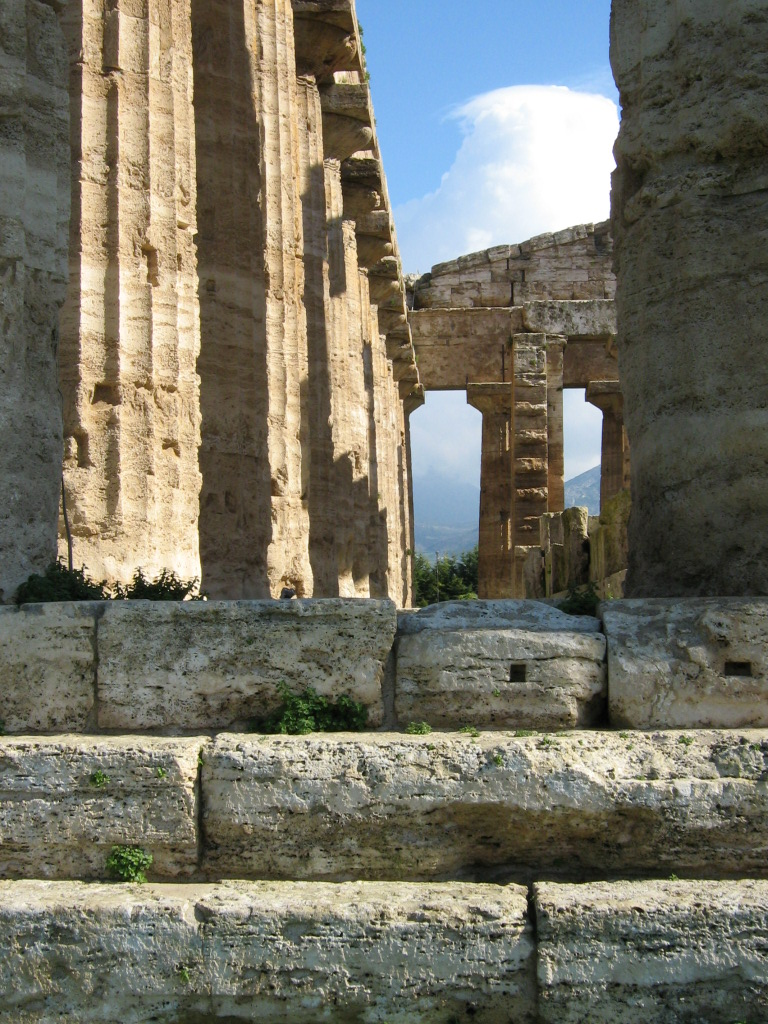
Segundo templo de Hera, o de Apolo
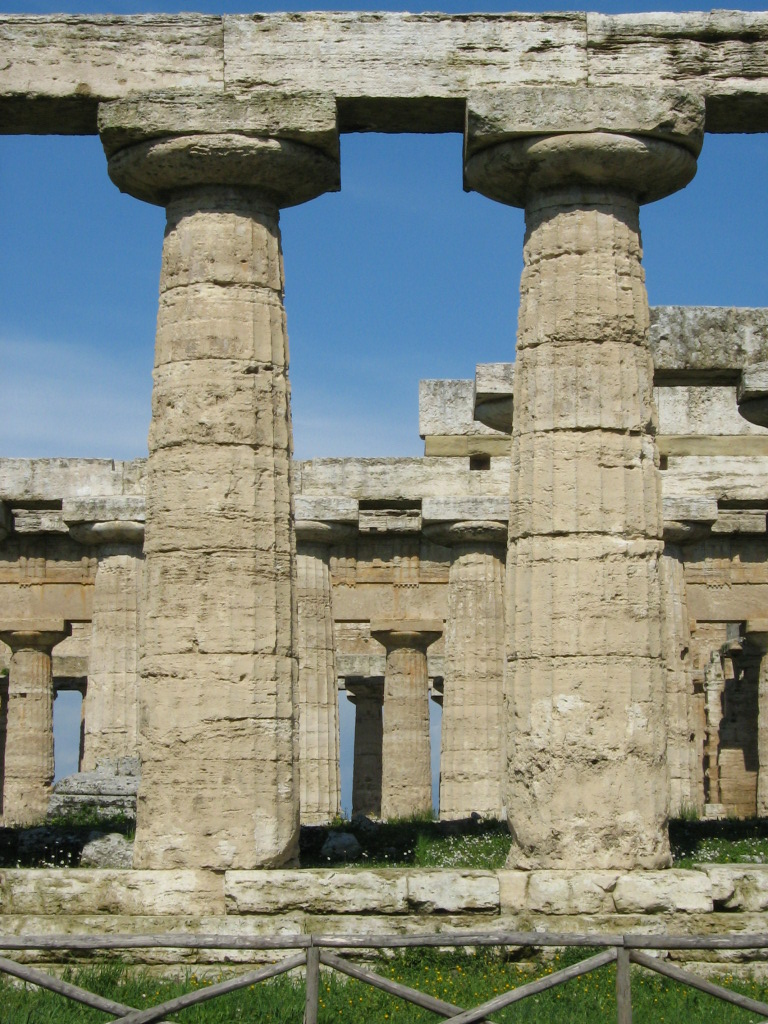
Primer templo de Hera, con el segundo templo de Hera, o de Apolo, al fondo
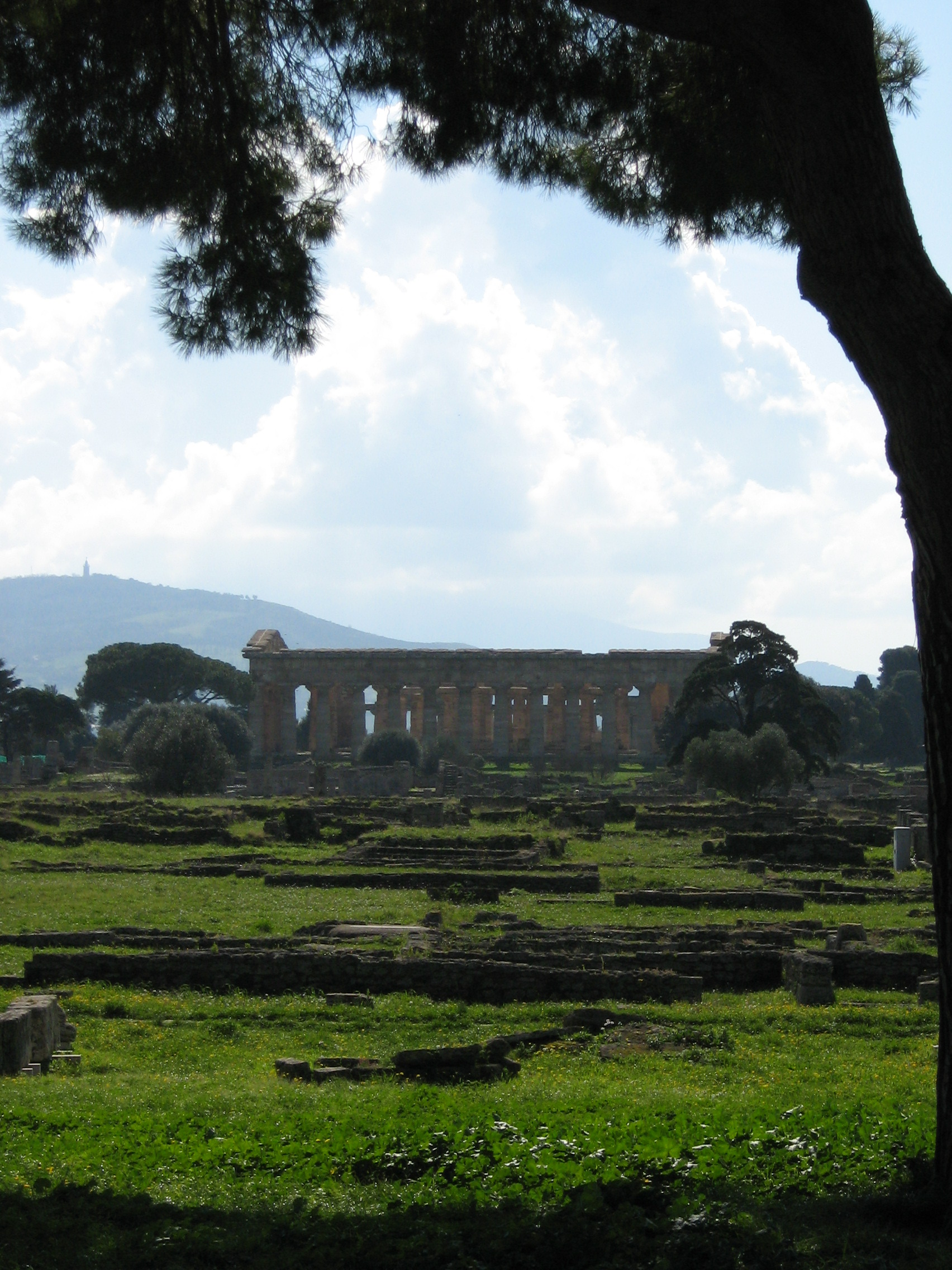
Segundo templo de Hera, o de Apolo, a cuyo través se aprecia el primer templo de Hera
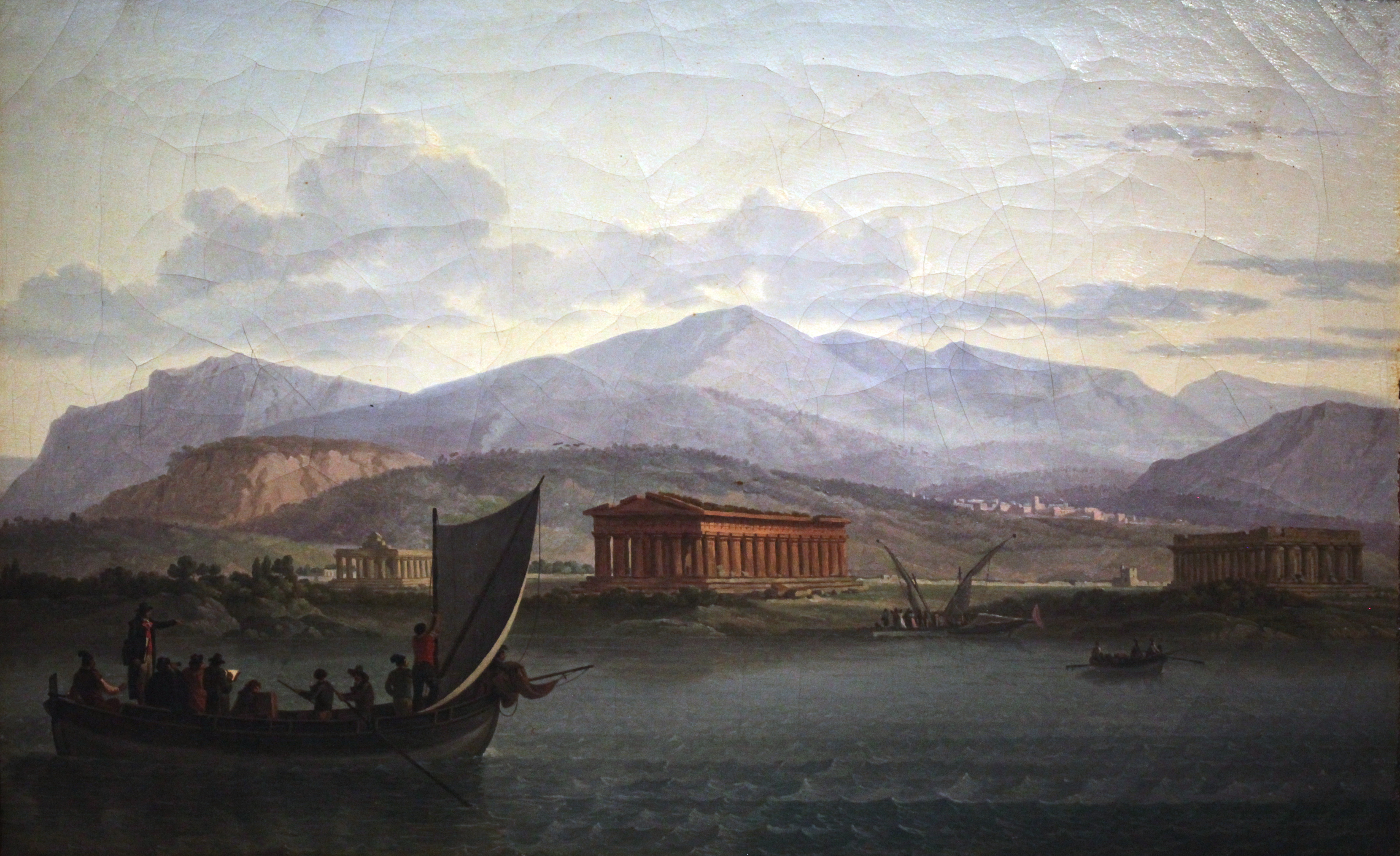
Jean Taurel, Artistas acercándose a Paestum junto al mar, 1793 (Museo de la Revolución Francesa)